# Resolució 610 del Consell de Seguretat de les Nacions Unides
La Resolució 610 del Consell de Seguretat de les Nacions Unides, aprovada per unanimitat el 16 de març de 1988, després de reafirmar les resolucions 503 (1982), 525 (1982), 533 (1983) i 547 (1984) expressant consternació per la imposició de penes de mort als activistes anti-apartheid, el Consell assenyala la deteriorada situació a Sud-àfrica. La Resolució 610 fa referència als Sis de Sharpeville, acusats de l'assassinat de l'alcalde de Sharpeville el 12 de desembre de 1985.
La resolució va expressar la seva profunda preocupació per la decisió del "règim de Pretòria" d'executar els Sis de Sharpeville el 18 de març de 1988 malgrat l'apel·lació mundial, observant que els procediments judicials van mostrar que no es va demostrar que cap dels sis sospitosos matés al conseller, però que tots foren condemnats, ja que tenien un "propòsit comú" amb els autors materials.
la Resolució 610 va instar al Govern de Sud-àfrica a commutar les penes i suspendre l'execució, instant als altres estats membres, d'acord amb el Carta de les Nacions Unides, a salvar les vides dels sis condemnats. L'endemà després de la resolució va ser adoptada, es va ajornar un mes de l'execució per un tribunal de Sud-àfrica, i els sis van apel·lar.